# Miguel Syjuco
Miguel Syjuco (Gran Manila; 17 de noviembre de 1976) es un escritor filipino, principalmente conocido por su primera novela, Ilustrado —llamada así en referencia a la clase social filipina durante el último periodo de dominación española—, con la que ganó el Man Asian Literary Prize de 2008.

## Primeros años y educación
Nacido como Miguel Augusto Gabriel J. Syjuco, es hijo del político Augusto Syjuco Jr. del segundo distrito de Iloílo en la Cámara de Representantes filipina, y Judy Jalbuena.
Syjuco se graduó en el instituto en 1993 en la Cebu International School. Recibió un grado de licenciado en artes en literatura inglesa de la Universidad Ateneo de Manila en 2000 y completó su MBA en la Universidad de Columbia en 2004. A principios del año 2011 terminó su doctorado en literatura con la universidad de Adelaida.
A principios de su carrera, fue fellow del Silliman National Writers Workshop de 1998 en Dumaguete, Negros Oriental.

## Carrera como escritor
Su novela, Ilustrado, ganó el Gran Premio de Novela en inglés en los Premios Palanca 2008. En noviembre de ese mismo año, ganó el Premio Literario Man Asian también por Ilustrado.
En 2010, la novela ganó el Premio de Ficción QWF Paragraphe Hugh MacLennan, el mayor premio literario de Quebec, y fue escogido por el New York Times como uno de los libros notables de 2010 así como un Globe and Mail Top 100 de 2010. La novela fue también finalista al Premio de Escritores de la Commonwealth, finalista del Premio Amazon a la primera novela, y finalista del Grand Prix du Livre de Montreal 2010. A finales de 2010, Ilustrado fue traducido al español por Tusquets, al sueco por Natur och Kultur, y al neerlandés por Mouria.
En 2011, Ilustrado se unió a libros de David Mitchell, Aleksandar Hemon, Marie NBiaye, y Wells Tower para el Premio von Rezzori. Estuvo también entre los tres finalistas del premio Jan Michalski, dotado con 55.000 dólares, un premio suizo anual para el mejor libro internacional, así como el Prix Courrier International, que honra al mejor libro internacional traducido en Francia.
En 2011, se publicó en otros idiomas: serbio (Geopoetika), francés (Editions Christian Bourgois), catalán (Tusquets), italiano (Fazi), japonés (Hakusuisha), checo (Jota), alemán (Klett-Cotta), y portugués brasileño (Compahnia das Letras). 
Syjuco está representado por Peter Straus en la agencia Rogers, Coleridge & White en Londres, y por Melanie Jackson en la Ciudad de Nueva York. Ha vendido ya un segundo libro a los editories norteamericanos.
En 2013, fue fellow en el Instituto Radcliffe para Estudios Avanzados en la universidad de Harvard. En 2014, sirvió como "escritor residente" internacional en la NTU de Singapur.

## Vida personal
Desde 2004 Syjuco está asentado en Montreal, Quebec.